# Coinches
Pour l’article ayant un titre homophone, voir Coinche.
Coinches est une commune française située dans le département des Vosges, en région Grand Est.
Ses habitants sont appelés les Coinchelais(es).

## Géographie

### Localisation
|                 | Remomeix | Raves              |
|                 | Coinches | Ban-de-Laveline    |
| Entre-deux-Eaux |          | La Croix-aux-Mines |

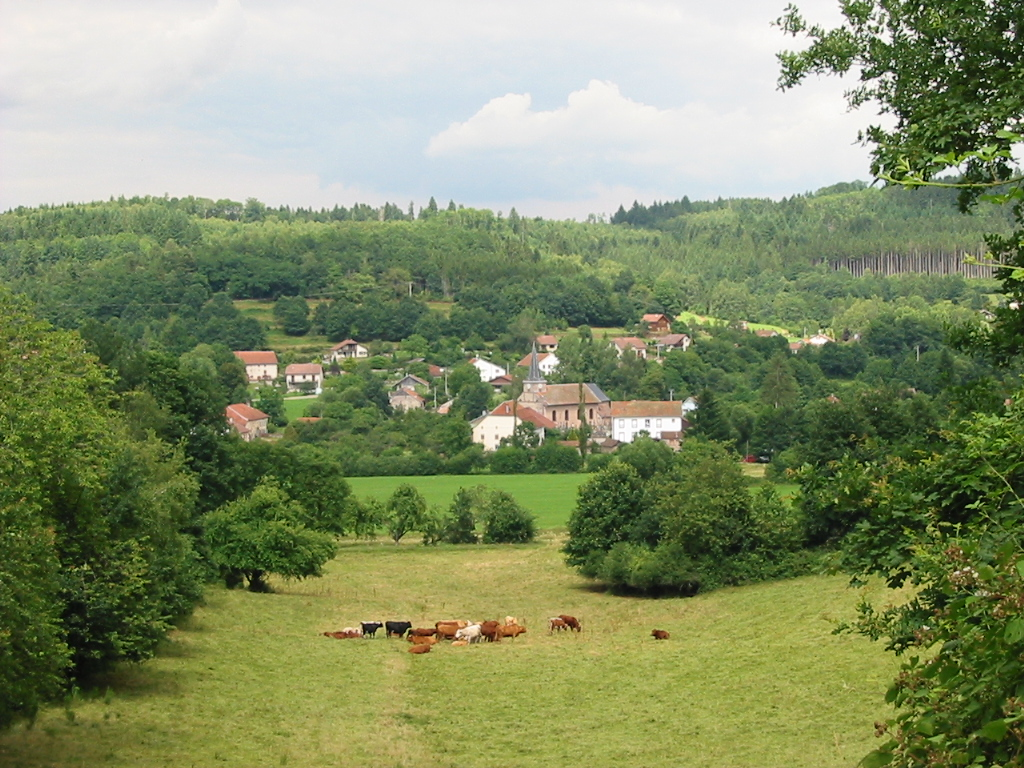
Vue sur le Centre et l'église.

Coinches est situé à 6 km à l'est de Saint-Dié-des-Vosges. La localité est entourée de pâturages et de quelques hauteurs boisées.
C'est une des 201 communes du parc naturel régional des Ballons des Vosges, réparties sur quatre départements : les Vosges, le Haut-Rhin, le Territoire de Belfort et la Haute-Saône.

### Géologie et relief
La Roche du Sabbat – un bloc de grès évoquant une forme humaine – culmine à 460 m, bien fait « pour frapper la superstitieuse imagination de nos aïeux, qui en avaient fait le lieu de réunion des sorciers».
Les mères allaient y chercher les nouveau-nés. Une vieille personne du village avait la clé de la Roche. Voilà ce que l'on disait aux enfants trop curieux...[réf. nécessaire]

### Sismicité
Commune située dans une zone 3 de sismicité modérée.

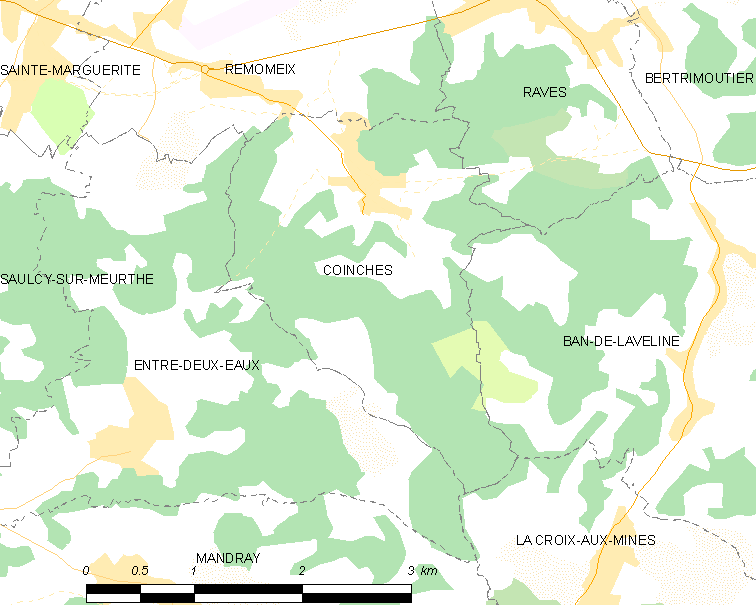
Carte de la commune de Coinches et des proches communes.

### Écarts et lieux-dits
- Fouchifol partie nord, la partie sud dépend d'Entre-deux-Eaux
- Jardiné (ferme à l'étranglement juste avant la Corneille)
- la Corneille (vallée en forme de corne aboutissant à Fouchifol)
- la Gencière (ancienne cense au bas du village, en limite avec Remomeix)
- la Goutte (lieu-dit avec une maison près du ruisseau du même nom, tributaire du Coinche)
- la Grange-des-Aulnées (il reste une maison sur les cinq présentes au XIXe siècle)
- la Haute-Coinches (après le lieu-dit la Vigne, avant la petite montée qui précède la Goutte)
- La May (le long de la route allant vers Entre-deux-Eaux)
- La Pèche (lieu-dit où se trouvait la chapelle avant 1729)
- la Vigne (avant l'étranglement du chemin menant à la Haute-Coinches)
- Le Danseux (entre l'intersection près de l'abri-bus et le chemin de la Roche)
- Le Bas-du-Village (secteur de Péraupré)
- Les Grandes Aulnaies (entre le chemin de la Roche et Ginfosse)
- Les Prés-Saint-Diez (nouveau quartier)
- Malingoutte (nouveau quartier)

Il est essentiel de conserver la mémoire des lieux-dits locaux.

### Hydrographie et les eaux souterraines
Hydrogéologie et climatologie : Système d’information pour la gestion des eaux souterraines du bassin Rhin-Meuse :
Territoire communal : Occupation du sol (Corinne Land Cover); Cours d'eau (BD Carthage),
Géologie : Carte géologique; Coupes géologiques et techniques,
 Hydrogéologie : Masses d'eau souterraine; BD Lisa; Cartes piézométriques.
La commune est située dans le bassin versant du Rhin au sein du bassin Rhin-Meuse. Elle est drainée par le ruisseau de Coinches,.

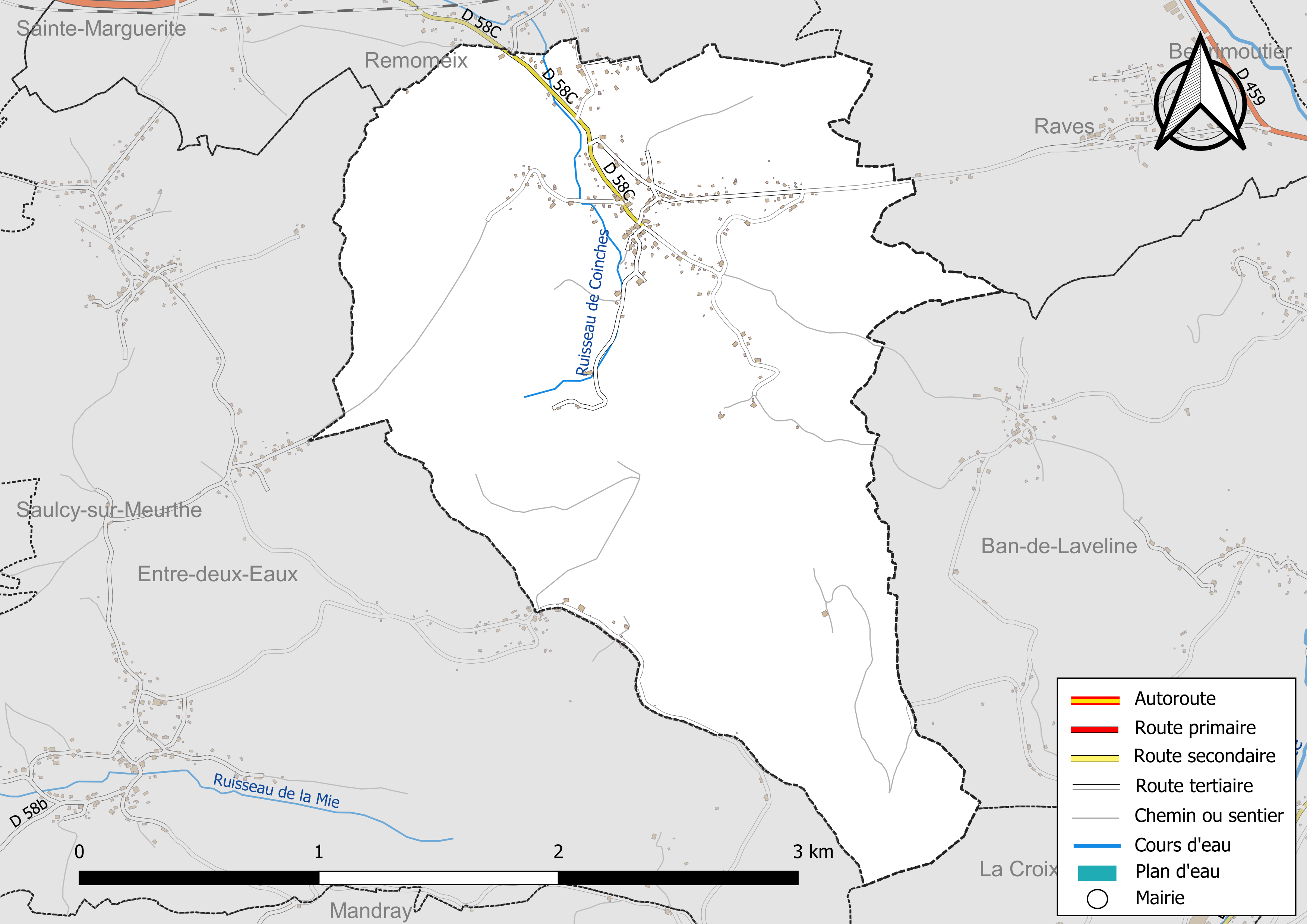
Réseaux hydrographique et routier de Coinches.

### Climat
Pour des articles plus généraux, voir Climat du Grand Est et Climat des Vosges.
En 2010, le climat de la commune est de type climat de montagne, selon une étude du Centre national de la recherche scientifique s'appuyant sur une série de données couvrant la période 1971-2000. En 2020, Météo-France publie une typologie des climats de la France métropolitaine dans laquelle la commune est exposée à un climat semi-continental et est dans la région climatique  Vosges, caractérisée par une pluviométrie très élevée (1 500 à 2 000 mm/an) en toutes saisons et un hiver rude (moins de 1 °C). 
Pour la période 1971-2000, la température annuelle moyenne est de 9,4 °C, avec une amplitude thermique annuelle de 17 °C. Le cumul annuel moyen de précipitations est de 1 190 mm, avec 13,2 jours de précipitations en janvier et 11 jours en juillet. Pour la période 1991-2020, la température moyenne annuelle observée sur la station météorologique de Météo-France la plus proche, « Ban-de-Sapt », sur la commune de Ban-de-Sapt à 10 km à vol d'oiseau, est de 10,3 °C et le cumul annuel moyen de précipitations est de 1 027,3 mm. 
La température maximale relevée sur cette station est de 36,9 °C, atteinte le 7 août 2015 ; la température minimale est de −17 °C, atteinte le 19 décembre 2009,,. 
Les paramètres climatiques de la commune ont été estimés pour le milieu du siècle (2041-2070) selon différents scénarios d'émission de gaz à effet de serre à partir des nouvelles projections climatiques de référence DRIAS-2020. Ils sont consultables sur un site dédié publié par Météo-France en novembre 2022.

## Urbanisme

### Typologie
Au 1er janvier 2024, Coinches est catégorisée commune rurale à habitat dispersé, selon la nouvelle grille communale de densité à sept niveaux définie par l'Insee en 2022.
Elle appartient à l'unité urbaine de Saint-Dié-des-Vosges, une agglomération intra-départementale regroupant 16  communes, dont elle est une commune de la banlieue,,. Par ailleurs la commune fait partie de l'aire d'attraction de Saint-Dié-des-Vosges, dont elle est une commune de la couronne,. Cette aire, qui regroupe 47 communes, est catégorisée dans les aires de 50 000 à moins de 200 000 habitants,.

### Occupation des sols
L'occupation des sols de la commune, telle qu'elle ressort de la base de données européenne d’occupation biophysique des sols Corine Land Cover (CLC), est marquée par l'importance des forêts et milieux semi-naturels (63,4 % en 2018), une proportion sensiblement équivalente à celle de 1990 (62,6 %). La répartition détaillée en 2018 est la suivante : 
forêts (63,4 %), prairies (23,7 %), zones agricoles hétérogènes (8,1 %), zones urbanisées (4,8 %). L'évolution de l’occupation des sols de la commune et de ses infrastructures peut être observée sur les différentes représentations cartographiques du territoire : la carte de Cassini (XVIIIe siècle), la carte d'état-major (1820-1866) et les cartes ou photos aériennes de l'IGN pour la période actuelle (1950 à aujourd'hui).

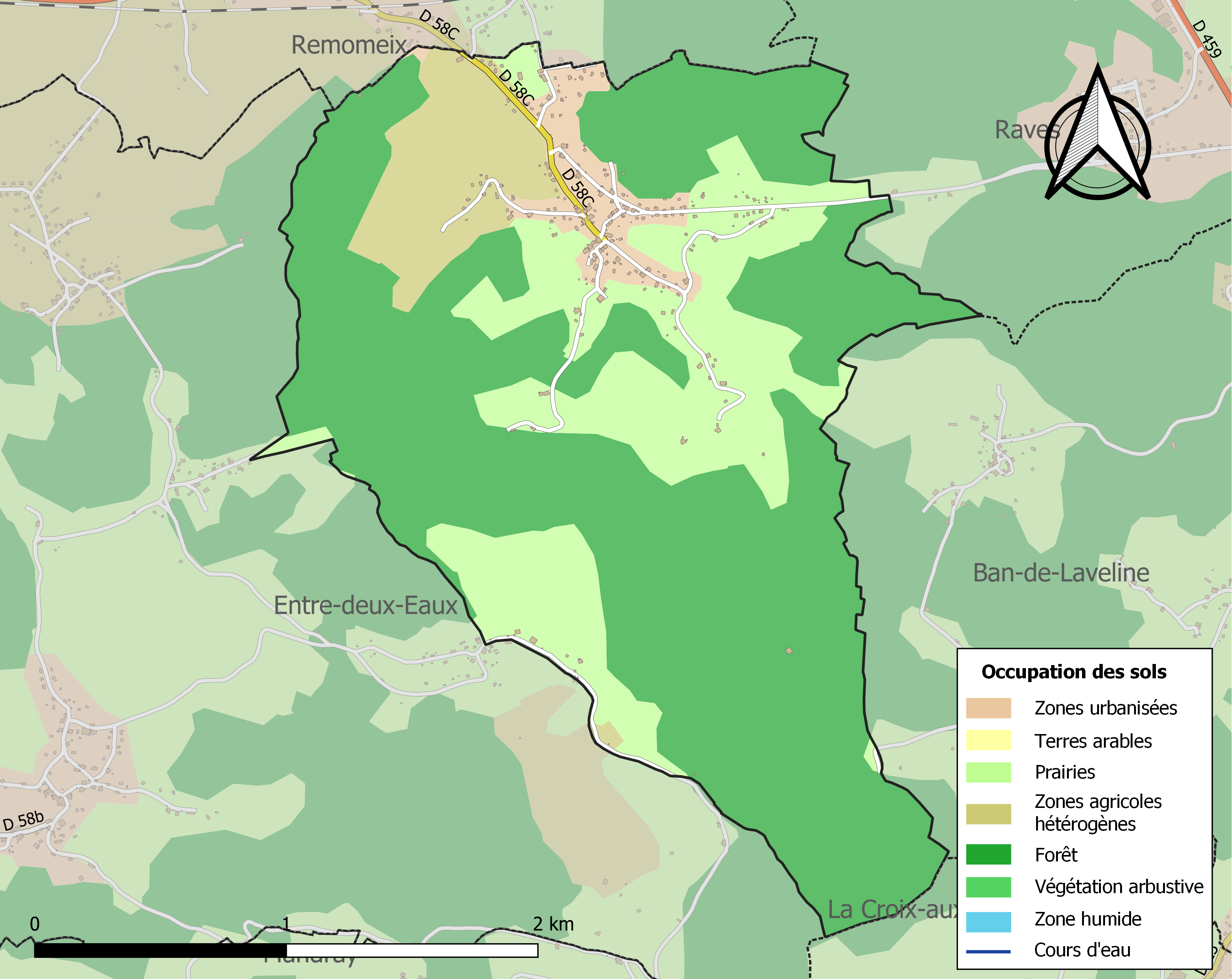
Carte des infrastructures et de l'occupation des sols de la commune en 2018 (CLC).

### Voies de communications et transports

#### Voies routières

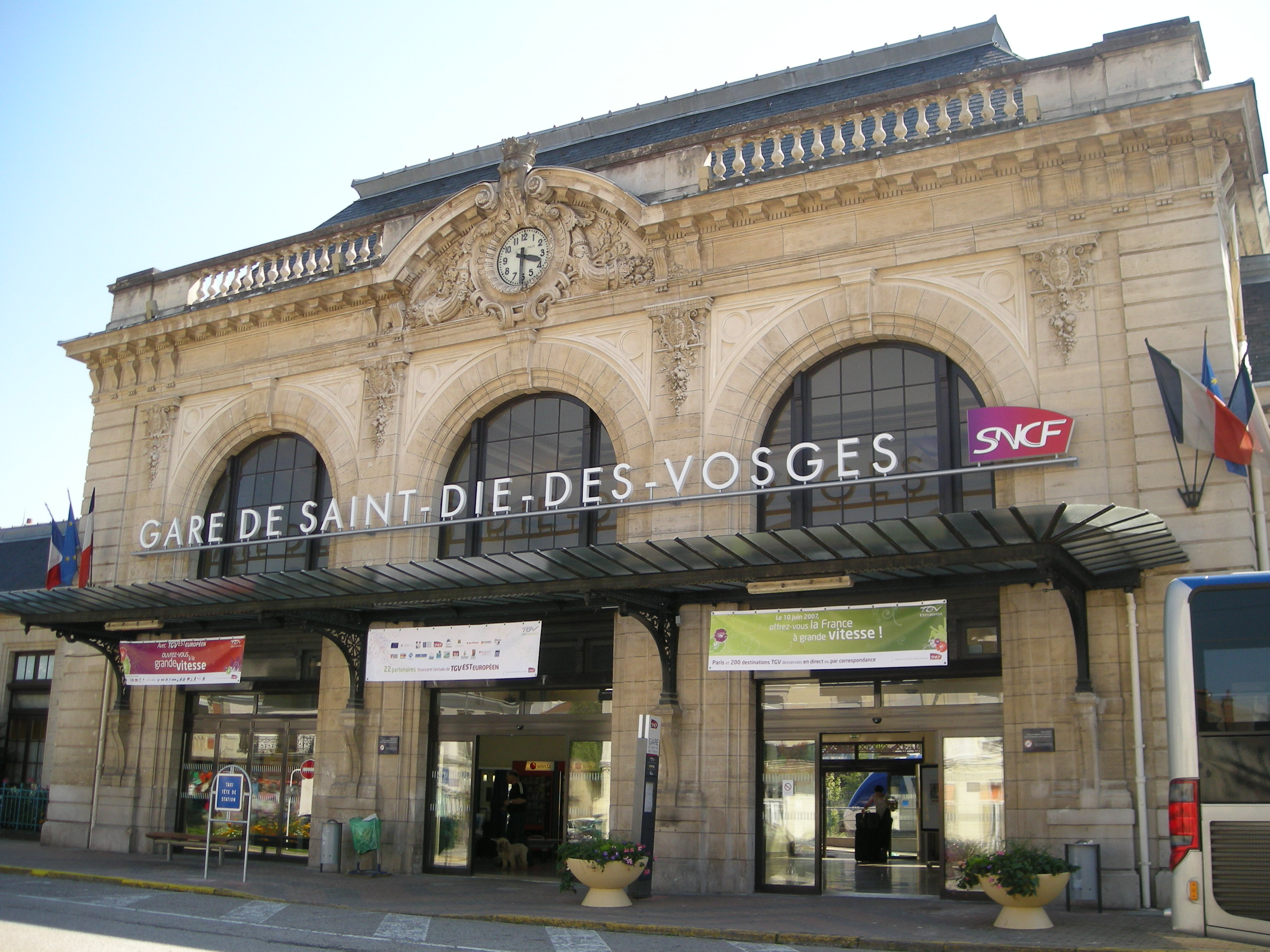
Gare de Saint-Dié-des-Vosges.

- D58c vers Sainte-Marguerite[18].
- N59 vers Saint-Dié-des Vosges.

#### Transports en commun
- Fluo Grand Est.

#### Lignes SNCF
- Gare de Saint-Dié-des-Vosges

## Toponymie
Le nom de la localité est attesté sous les formes Coinche (1369) ; Conche (1380) ; Coinche la Haute, Coinche la Basse (1711) ; Coenche (XVIIIe siècle).

En  patois local : Couanche.

- Les anciens titres parlent de la Basse Coinche et de la Haute Coinche, ce qui fait du toponyme Coinche un féminin, et le pluriel englobe les deux lieux.
- L'hypothèse du latin concha > coinche « cuvette », séduisante, ne tient pas, d'autres lieux Coinches de la région pouvant être une côte ou une vallée encaissée[20].
- Le linguiste Ernest Nègre avance un anthroponyme gaulois Conchos dont le nom aurait pu être associé à une ferme avec terrain attenant[réf. nécessaire].

« La Goutte » est un écart de la commune de Coinches. Dans les Vosges (et aussi en Haute-Saône, Puy-de-Dôme et Forez), une goutte désigne une source, un ruisseau voire une petite vallée où coule un ruisseau.

## Histoire
- Ce que la tradition rapporte : le bourg de Coinches se réduit au quartier qui est dans le voisinage immédiat de l'église actuelle. C'est là où l'on trouve les maisons les plus anciennes, plusieurs sont du XVIe siècle.

Coinches était divisée autrefois en deux parties appelées Coinches-la Haute et Coinches-la-Basse. La première était le chef-lieu de la mairie, la seconde refermait l'église. Les habitants devaient annuellement au domaine 30 gros de rente ordinaire.
Coinches est une très vieille localité, effleurée par le vieux chemin qui de Saint-Dié gagnait l'Alsace par Le Bonhomme et Lapoutroie (voie romaine de Tullum Nasium, autrement dit Toul, à Argentouaria, autrement dit Horbourg, présente sur la table de Peutinger qui date du IIe siècle. Cette route antique traversait Sainte-Marguerite, Remémont, la Planchette puis obliquait vers Fouchifol, laissant au nord Fouchifol, commune de Coinches et au sud Fouchifol, commune d'Entre-deux-Eaux. Un diverticule de cette ancienne voie s'en détachait à Remémont, pour filer via les Hayottes vers Coinches atteignant le hameau de la May, traversant le bourg d'ouest en est pour filer vers Sainte-Marie-aux-Mines via Ginfosse et le Giron.
Dans un paysage totalement déboisé selon nos vues actuelles, mis à part quelques haies de chemin, le village comprenait jadis deux parties : la Haute-Coinche, chef-lieu, relevant du bailliage de Saint-Dié, et la Basse-Coinche autour de l'église.
On rencontre d'autres graphies, Coënche ou le patois Couanche, dans les archives de cette localité.
Lieux-dits habités récents : Malingoutte, les Prés-Saint-Diez, les Goutteaux. Lieux-dits habités plus anciens du nord au sud : la Janchière, ferme isolée, Dessous-le-Village, ferme, Péraupré (le Coirion), le Danseux, les Grandes Aulnées, ces deux derniers sur la route de Ginfosse, la Pêche, lieu-dit où se trouvait l'ancienne chapelle, le Village, la May en allant vers l'ouest, Après avoir dépassé l'école, il y a Jardiné, ferme, puis la Corneille. Du centre en allant plein sud la Vigne, la Haute Coinche, la Goutte, la Grange des Aulnées et Fouchifol, commune de Coinches.
L'étymologie du nom de la commune ne peut être le latin concha, cuvette, que fournit Dauzat dans son Dictionnaire étymologique des noms de lieux. Cette hypothèse, séduisante au demeurant, ne tient pas au vu des microtoponymes de la région. En effet, la Coinche, à Bertrimoutier, désigne une côte et Hermancoinche, lieu-dit de Colroy-la-Grande, n'est pas dans une cuvette. Nègre, dans un dictionnaire plus récent, renvoie à un anthroponyme Concos, d'origine gauloise. Le gentilé Coinchelais(e), a été retenu.
Le dictionnaire topographique du département des Vosges de Marichal propose page 105 les formes anciennes Coinche attestée en 1369 et Conche en 1380.
De 1790 à l'an XI, Coinches a fait partie  du canton de Laveline.

## Politique et administration

### Budget et fiscalité 2022
En 2022, le budget de la commune était constitué ainsi :
- total des produits de fonctionnement : 327 000 €, soit 910 € par habitant ;
- total des charges de fonctionnement : 336 000 €, soit 937 € par habitant ;
- total des ressources d'investissement : 18 000 €, soit 500 € par habitant ;
- total des emplois d'investissement : 9 000 €, soit 250 € par habitant ;
- endettement : 16 000 €, soit 44 € par habitant.

Avec les taux de fiscalité suivants :
- taxe d'habitation : 21,08 % ;
- taxe foncière sur les propriétés bâties : 37,00 % ;
- taxe foncière sur les propriétés non bâties : 28,23 % ;
- taxe additionnelle à la taxe foncière sur les propriétés non bâties : 0,00 % ;
- cotisation foncière des entreprises : 0,00 %.

Chiffres clés Revenus et pauvreté des ménages en 2021 : médiane en 2021 du revenu disponible, par unité de consommation : 22 680 €.

### Liste des maires
| Période                                  | Période                       | Identité          | Étiquette | Qualité            |
| ---------------------------------------- | ----------------------------- | ----------------- | --------- | ------------------ |
| Les données manquantes sont à compléter. |                               |                   |           |                    |
| 1947                                     | mars 1983                     | Pierre Grandidier | SFIO-PS   |                    |
| mars 1983                                | mars 1989                     | Gilbert Chachay   |           |                    |
| mars 1989                                | juin 1995                     | Reine Jeandon     | RPR       |                    |
| juin 1995                                | mars 2001                     | Pascal Thomas     | RPR       | Ingénieur agricole |
| mars 2001                                | mars 2008                     | Bernard Boiselle  | PS        | Cadre de banque    |
| mars 2008                                | En cours (au 18 février 2015) | Pascal Thomas     | UMP-LR    | Ingénieur agricole |

## Population et société

### Démographie

#### Évolution démographique
L'évolution du nombre d'habitants est connue à travers les recensements de la population effectués dans la commune depuis 1793. Pour les communes de moins de 10 000 habitants, une enquête de recensement portant sur toute la population est réalisée tous les cinq ans, les populations de référence des années intermédiaires étant quant à elles estimées par interpolation ou extrapolation. Pour la commune, le premier recensement exhaustif entrant dans le cadre du nouveau dispositif a été réalisé en 2005.

En 2022, la commune comptait 349 habitants, en évolution de −0,85 % par rapport à 2016 (Vosges : −2,96 %, France hors Mayotte : +2,11 %).
| 1793 | 1800 | 1806 | 1821 | 1831 | 1836 | 1841 | 1846 | 1856 |
| ---- | ---- | ---- | ---- | ---- | ---- | ---- | ---- | ---- |
| 275  | 255  | 341  | 369  | 383  | 393  | 372  | 384  | 373  |

| 1861 | 1866 | 1876 | 1881 | 1886 | 1891 | 1896 | 1901 | 1906 |
| ---- | ---- | ---- | ---- | ---- | ---- | ---- | ---- | ---- |
| 375  | 385  | 366  | 339  | 358  | 315  | 310  | 305  | 305  |

| 1911 | 1921 | 1926 | 1931 | 1936 | 1946 | 1954 | 1962 | 1968 |
| ---- | ---- | ---- | ---- | ---- | ---- | ---- | ---- | ---- |
| 302  | 257  | 261  | 249  | 237  | 242  | 218  | 214  | 192  |

| 1975 | 1982 | 1990 | 1999 | 2005 | 2006 | 2010 | 2015 | 2020 |
| ---- | ---- | ---- | ---- | ---- | ---- | ---- | ---- | ---- |
| 199  | 319  | 345  | 331  | 343  | 345  | 350  | 351  | 352  |

| 2022 | - | - | - | - | - | - | - | - |
| ---- | - | - | - | - | - | - | - | - |
| 349  | - | - | - | - | - | - | - | - |

## Vie locale

### Enseignement
Établissements d'enseignements :
- Écoles maternelles et primaires à Coinches, Raves, Mandray, Ban-de-Laveline, Remomeix, Sainte-Marguerite.
- Collèges à Saint-Dié-des-Vosges, Fraize.
- Lycées à Saint-Dié-des-Vosges.

### Santé
Professionnels et établissements de santé :
- Médecins à Ban-de-Laveline, Saulcy-sur-Meurthe, Le Beulay, Fraize.
- Pharmacies à Ban-de-Laveline, Saulcy-sur-Meurthe, Fraize, Provenchères-sur-Fave, Plainfaing, Anould.
- Hôpitaux à Fraize, Sainte-Marie-aux-Mines, Le Bonhomme, Gerbépal.

### Cultes
- Culte catholique, Paroisse Sainte-Marguerite[30], Diocèse de Saint-Dié.

## Économie

### Entreprises et commerces

#### Agriculture
- Culture de céréales, de légumineuses et de graines oléagineuses.
- Culture de légumes, de melons, de racines et de tubercules.
- Sylviculture et autres activités forestières.
- Élevage d'autres bovins et de buffles.

#### Tourisme
- Hébergements et restauration à Remomeix, Ban-de-Laveline, Combrimont.

#### Commerces
- Commerces et services de proximité.

## Culture locale et patrimoine

### Lieux et monuments

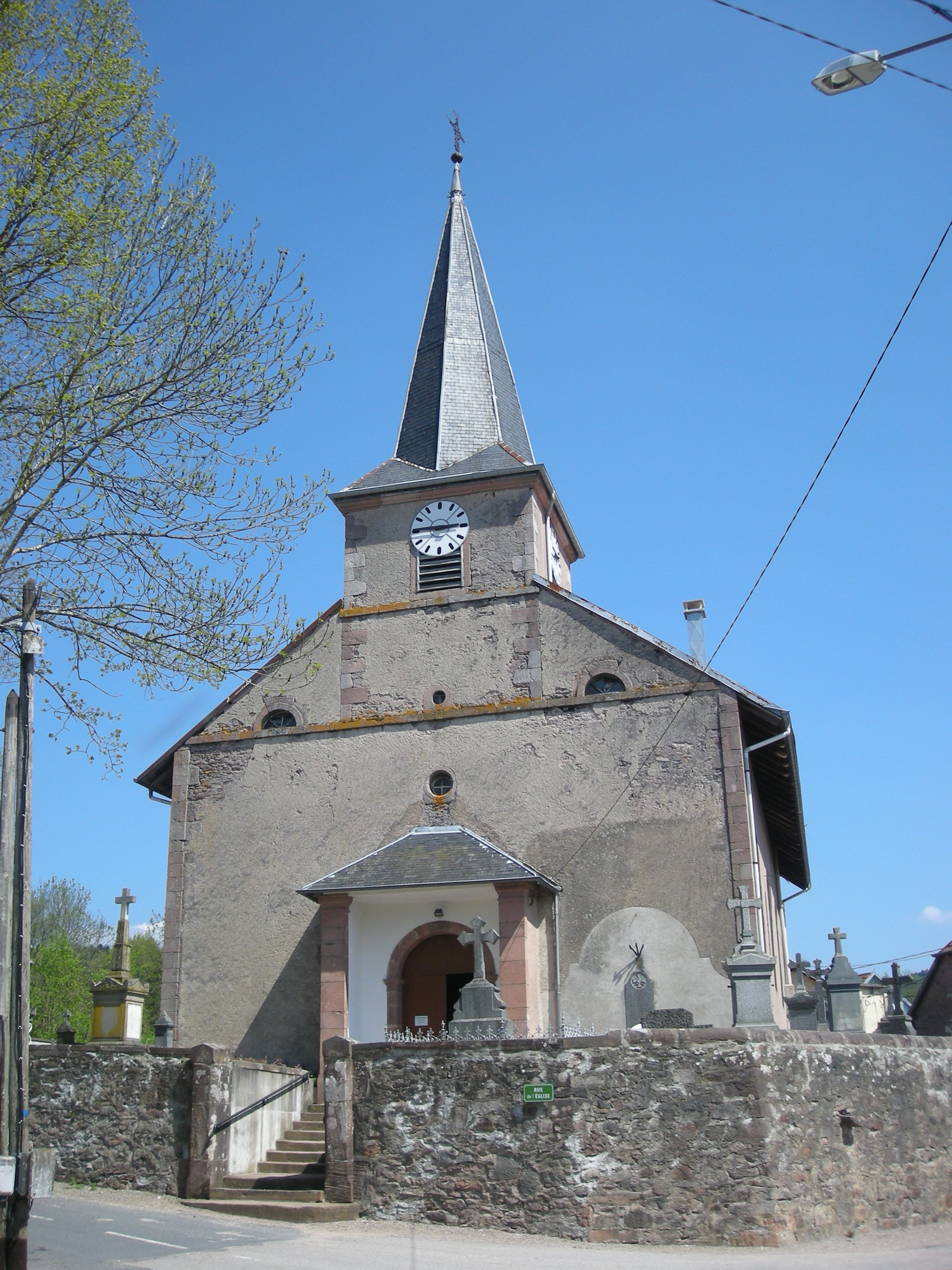
L'église Saint-Claude.
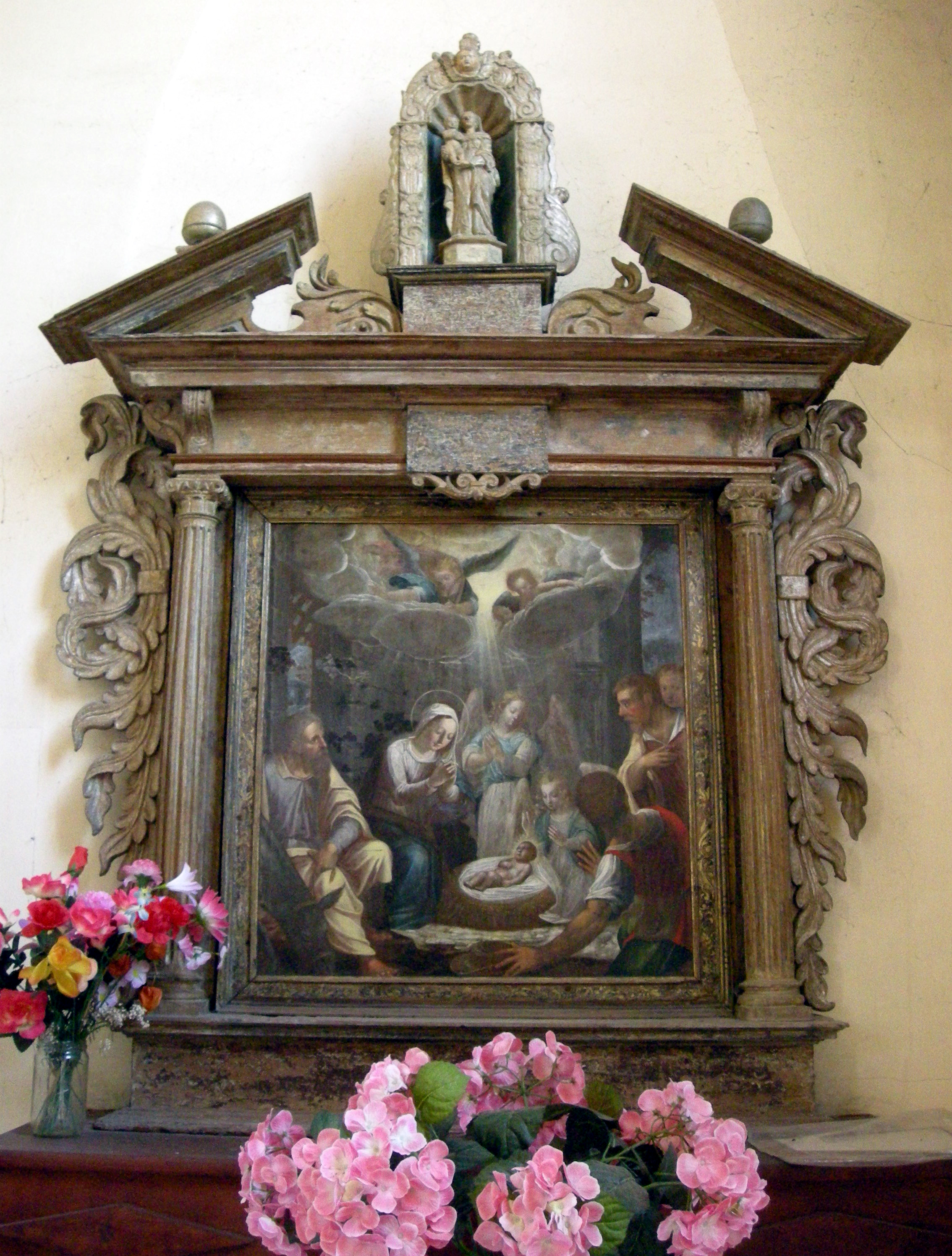
L'Adoration des bergers, de Claude Bassot (1620)[31].
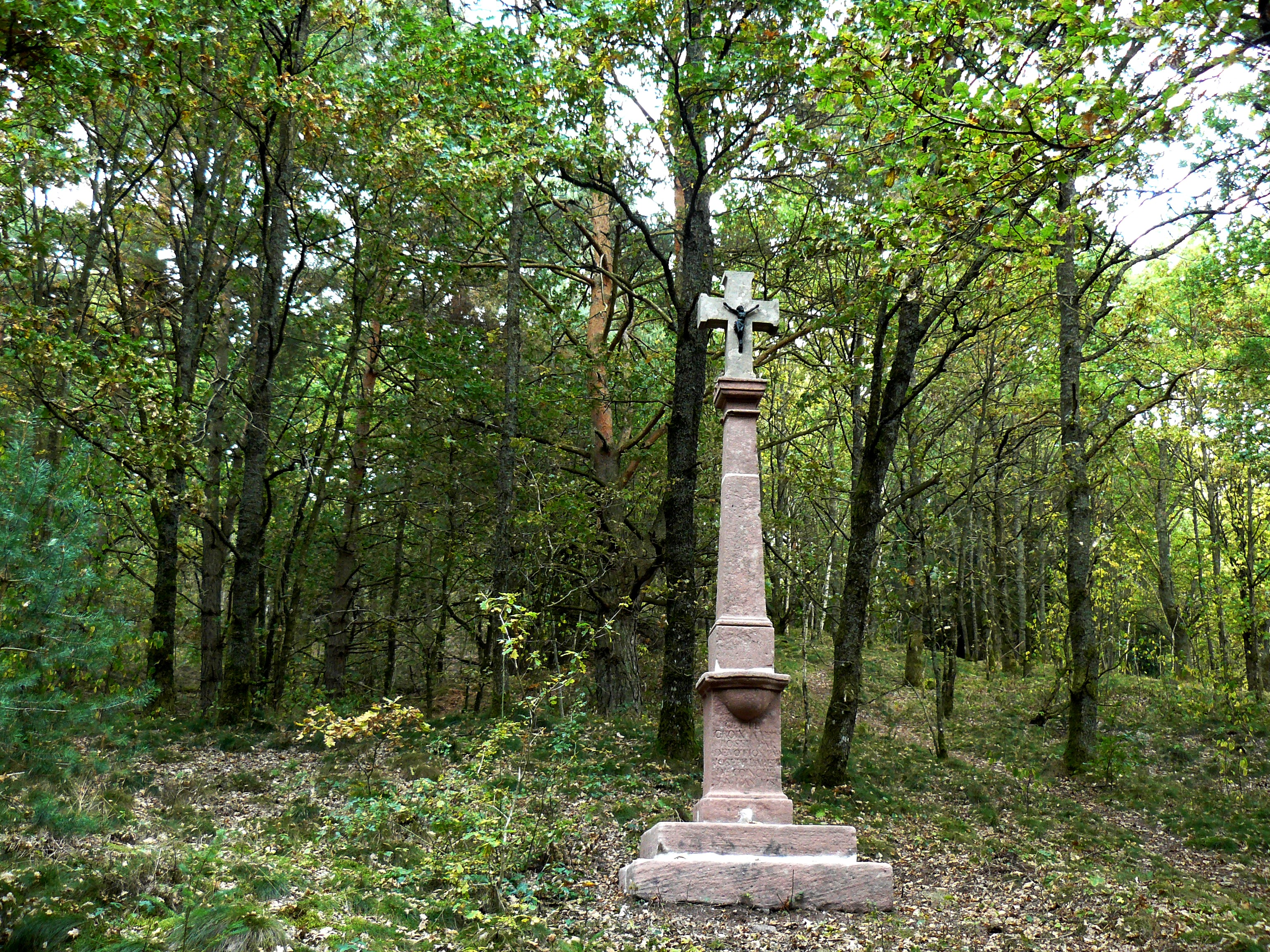
Calvaire sur les hauteurs de Coinches.
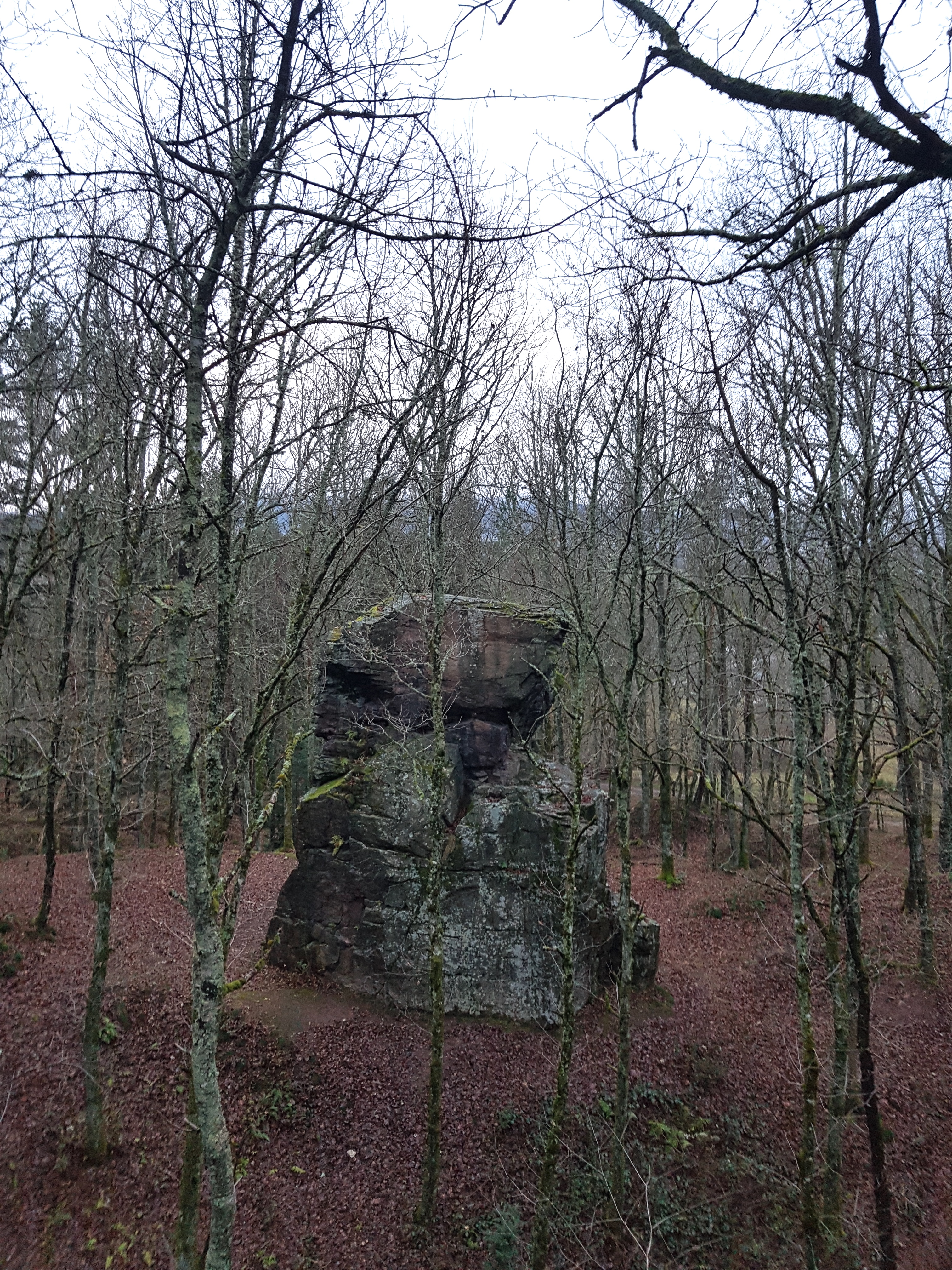
Rocher dans une forêt, par temps hivernal. Roche de Coinches.

#### L'église Saint-Claude
Coinches dépendait autrefois de la paroisse de Bertrimoutier. En 1480, les habitants obtinrent le droit de construire un oratoire. En 1690, le grand prévôt de Saint-Dié autorisa le village à faire dire la messe dans leur chapelle les dimanches pendant les temps de guerres. En 1729, Coinches fut érigée en cure par l'archevêque de Césarée. L'église a été achevée en 1730, la nef remonte à 1834. L'église a été remaniée au XIXe siècle. Fête patronale fixée au dimanche le plus proche du 7 juin.

#### L'orgue
Quelques incertitudes subsistent sur les origines de l'orgue. L’instrument pourrait avoir été construit par Jean Nicolas Jeanpierre le Jeune vers 1834-35,. Il aurait été installé à Coinches vers 1848. Des réparations ont été effectuées en 1870 par la maison Jaquot-Jeanpierre. Découvert par le pasteur Valloton de Saint-Dié vers 1971, il a été classé au titre des Monuments historiques et remis en état,. Une autre restauration significative a été réalisée en 1983-1989 et l'orgue a été relevé en 2005.
Aujourd'hui il est composé de 14 jeux répartis sur deux claviers et un pédalier accroché au Grand Orgue. La transmission des notes et des jeux est mécanique.

#### Leretable
L’Adoration des bergers, un tableau peint sur bois en 1620 par Claude Bassot est conservé dans l’église de Coinches. Les initiales C.B. et la date apparaissent près du pied droit de saint Joseph. L’œuvre a été classée Monuments historiques au titre d’objet par arrêté du 27 décembre 1951. Ses dimensions sont de 84 sur 79 cm.

### Les monuments commémoratifs
- Le monument aux morts. Conflits commémorés : 1914-1918 et 1939-1945[37].

La commune a été décorée le  22 octobre 1921 de la Croix de guerre 1914-1918.

### Patrimoine naturel
La roche de huit mètres de hauteur, à 600 mètres du village. Elle est équipée pour l'escalade.

### Personnalités liées à la commune
- Michel-Alexandre Petitnicolas (1828-1866), prêtre, missionnaire et martyr en Corée, est né à Coinches. Le jour de sa naissance, il a été baptisé dans l'église Saint-Claude qui abrite aujourd'hui son portrait.
- Paul Pierrat (1926-1990), prêtre, dernier titulaire en date de la cure de Coinches, avant son rattachement à la paroisse de Bertrimoutier, puis à celle de Sainte-Marguerite, auparavant curé de Nonville et de Belmont-lès-Darney. Il achète en 1973 l'église prieurale Saint-Maur de Bleurville, et avec une équipe de jeunes scouts, restaure l'abbatiale et y redécouvre la plus ancienne crypte romane de Lorraine, datant du Xe siècle. Aumônier de lycée.

### Héraldique, logotype et devise
| Blason à dessiner | Blason  | Écartelé: au 1er d'or à la bande de gueules chargée de trois alérions d'argent, au 2e d'azur à l'orgue du lieu d'or, au 3e de sable au lion d'or, au 4e d'argent au sapin au naturel. |
| Blason à dessiner | Détails | Le statut officiel du blason reste à déterminer. |

## Pour approfondir